# Fräckisar
Fräckisar er et kassettebånd af den svenske musiker og komponist Errol Norstedt som var inkluderet i kassetteboksen Legal Bootleg fra 1985. I kassetteboksen var der oplysninger om hvor og hvornår sangene blev optaget, og med hvilken type indspilningsudstyr han brugte.
Fräckisar indeholder optagelser fra 1968 til 1983.
Kassettens tema er inden for det seksuelle. 
Kassetten indeholder 3 sange dedikeret til journalisten Mats Olsson, der gav pladen Eddie Meduza & Roarin' Cadillacs negativ kritik i Expressen den 7. marts 1979.
"Fröken Höger" fik en ny optagelse på kassetten Dårarnas Midsommarafton fra 1989.
På sketchen "E. Meduza Intervjuas Av Sin Yngre Bror" (alternativt: "Konstantin Delicic") deltager Errol Norstedts yngre bror Jimmi Pettersson.
På sangen "Ta Mig I Röven, Pojkar!" deltager bandet Lester C. Garreth.
"Jag Vill Knulla Med Nina Hagen" handler om punksangerinden Nina Hagen.

## Spor
Side A
1. "Ronka, Runke Kuk" - 02:43 (Indspillet 1979 i Åstorp)
2. "E. Meduza Intervjuas Av Sin Yngre Bror" - 02:06 (Indspillet 1968 i Skövde)
3. "Fröken Höger" - 02:33 (Indspillet 1977 i Åstorp)
4. "Ta Mig I Röven (Röwhaoth)" - 02:44 (Indspillet 1979 i Åstorp)
5. "Ta Mig I Röven, Pojkar!" - 03:44 (Indspillet 1983 i Ingelstad)
6. "Knulla En Get I Röven" - 02:41 (Indspillet 1979 i Åstorp)
7. "Knulleti-Knull" - 02:17 (Indspillet 1979 i Åstorp)
8. "Slit Mig I Röven" - 01:29 (Indspillet 1979 i Åstorp)

Side B
1. "Jag Är Konstnärrr" - 03:17 (Indspillet 1979 i Åstorp)
2. "Jag Vill Knulla Med Nina Hagen" - 03:53 (Indspillet 1979 i Åstorp)
3. "Baby, Runka Kuk" - 01:57 (Indspillet 1979 i Åstorp)
4. "Mats Olsson E' En Jävla Bög" - 01:29 (Indspillet 1979 i Åstorp)
5. "Kuken Står På Mats Olsson" - 01:21 (Indspillet 1979 i Åstorp)
6. "Mats Olsson Runkar Kuken" - 01:52 (Indspillet 1979 i Åstorp)
7. "Fruntimmer, Extra-Special Discoversion" - 05:14 (Indspillet 1979 i Åstorp)
8. "Dansbandskuksug" - 01:26 (Indspillet 1979 i Åstorp)

### Sangtitler på dansk
- Ronka, Runke Kuk - Spille, Spille Pik.
- E. Meduza Intervjuas Av Sin Yngre Bror - E. Meduza Bliver Interviewet Af Sin Yngre Bror.
- Fröken Höger - Frøken Højre.
- Ta Mig I Röven - Tag Mig I Røven.
- Ta Mig I Röven, Pojkar! - Tag Mig I Røven, Drenge!
- Knulla En Get I Röven - Knalde En Ged I Røven.
- Knulleti-Knull - Knaldeli-Knald.
- Slit Mig I Röven - Riv Mig I Røven.
- Jag Är Konstnärrrr - Jeg Er En Kunstnerrrr.
- Jag Vill Knulla Med Nina Hagen - Jeg Vil Knalde Med Nina Hagen.
- Baby, Runka Kuk - Baby, Spille Pik.
- Mats Olsson Er En Fucking Bøsse.
- Kuken Står På Mats Olsson - Pikken Står På Mats Olsson.
- Mats Olsson Runkar Kuken - Mats Olsson Onanerer Pikken.
- Fruntimmer Ska En' Ha Å' Knulla Mä' - Fruentimmer Skal Man Have Til At Knalde Med.
- Dansbandskuksug - Dansebandspiksut.